# 모토로라 레이저 HD
모토로라 레이저 HD(영어: Motorola Droid RAZR HD XT925)는 모토로라 모빌리티에서 제작한 안드로이드폰이다. 출시당시 안드로이드 4.0.4 아이스크림 샌드위치를 탑재하였다. AP는 기존 OMAP 4430 Dual Core Processor 1.0Ghz을 각 코어당 0.4Ghz가량 오버클럭 시켜 탑재하였다.

## 웹탑
아트릭스와 레이저에서 지원되었던 웹탑기능이 레이저 HD제품군 이후부터 더 이상 지원되지 않는다.

## 레이저 맥스 HD
모토로라는 레이저 HD의배터리를 높은 용량의 배터리로 바꾼 모토로라 레이저 맥스 HD(영어: Motorola Droid RAZR HD MAXX XT925)를 출시했다. 레이저 맥스 HD는 2500mAh 리튬 이온 배터리, 원래 레이저 HD의 1800mAh 배터리 대비 38 % 증가되었다. 배터리의 두께로 인해, 레이저 맥스 HD는 전체 두께가 11mm로 늘어나게 되었다. 배터리를 제외하면 모든것이 레이저 HD와 같다.